# Xahuén Vargas
Xahuén Vargas är en ort i Mexiko.   Den ligger i kommunen San Pablo del Monte och delstaten Tlaxcala, i den sydöstra delen av landet, 110 km öster om huvudstaden Mexico City. Xahuén Vargas ligger 2 430 meter över havet och antalet invånare är 113.
Terrängen runt Xahuén Vargas är kuperad norrut, men söderut är den platt. Runt Xahuén Vargas är det mycket tätbefolkat, med 2 614 invånare per kvadratkilometer. Närmaste större samhälle är Puebla de Zaragoza, 13,2 km sydväst om Xahuén Vargas. Trakten runt Xahuén Vargas består till största delen av jordbruksmark.